# Don Beauman
Donald Beauman (Farnborough (Hampshire), 26 juli 1928 -  Rathnew, Ierland, 9 juli 1955) was een Brits Formule 1-coureur. Hij reed 1 race; de Grand Prix van Groot-Brittannië in 1954 voor het team Connaught.